# 拜倫 (明尼蘇達州)
拜倫（英語：Byron）是一個位於美國明尼蘇達州奧姆斯特德縣的城市。

## 人口
根據2020年美國人口普查的數據，拜倫的面積為7.87平方千米，皆為陸地。當地共有人口6312人，而人口密度為每平方千米802人。